# Animal Farm (boek)

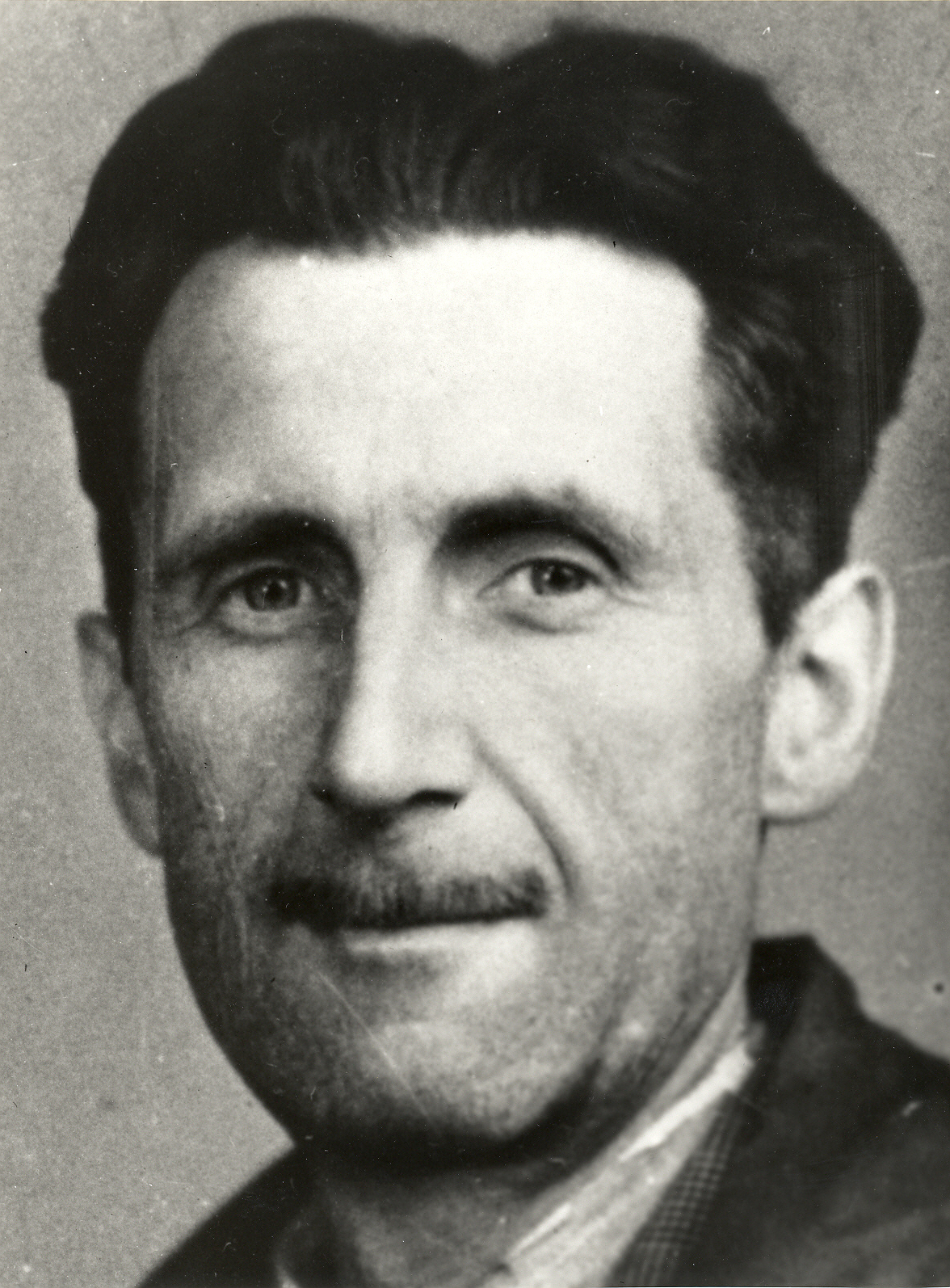
George Orwell in 1933

Animal Farm (Nederlands: "Dierenboerderij" of "Boerderij der dieren") is een roman van de Britse schrijver en journalist George Orwell. Het satirische verhaal, dat ook als moderne fabel of allegorie kan worden opgevat, gaat over een groep dieren die er genoeg van heeft om als slaven van de mensheid te moeten leven, en de macht in eigen handen neemt. Het loopt uiteindelijk, anders dan de meeste dieren zich ervan voorgesteld hadden, uit op een dystopische samenleving. Hun leven wordt slechter in plaats van beter. In de betrekkelijk korte roman (ongeveer 100 pagina's) wordt een parallel getrokken met een dictatuur, waarbij overduidelijk gezinspeeld wordt op de Sovjet-Unie zoals die ontstond in 1917-1922.
Het boek werd geschreven tijdens de Tweede Wereldoorlog en werd gepubliceerd in 1945. Hoewel het tot het eind van de jaren 50 niet erg bekend was, wordt het tegenwoordig als een klassieker beschouwd.
Met Animal Farm bekritiseert Orwell het totalitaire politieke systeem dat zich vestigde in Rusland na de Oktoberrevolutie in 1917. Hij schreef het naar aanleiding van zijn observaties van stalinistische communisten tijdens de Spaanse Burgeroorlog in de jaren 30. Zijn ervaringen gedurende die strijd stelde hij te boek in Saluut aan Catalonië.

## Inhoud
Het verhaal speelt zich af op de Manor Farm, de boerderij van Mr. Jones. Na een revolutie op deze boerderij, waarbij de mensen verjaagd worden, nemen de varkens, die de doctrine van Animalisme hebben ontwikkeld en de revolutie hebben geleid, geleidelijk aan de touwtjes in handen op het bedrijf. Twee varkens, Napoleon en Sneeuwbal, raken verwikkeld in een machtsstrijd die in de uitwijzing van Sneeuwbal culmineert. Het leven op het landbouwbedrijf wordt harder en harder voor de rest van de dieren. De varkens leggen steeds meer controles aan hen op terwijl ze voor zichzelf voorrechten opeisen. Uiteindelijk is alles dat van de ‘Principes van Animalisme’ overblijft de regel dat “alle dieren gelijk zijn, maar sommige meer gelijk zijn dan andere.” Elke stap van deze ontwikkeling wordt gerechtvaardigd door propaganda. Met een groep wrede honden als stok achter de deur, drukt Napoleon zijn zin door en zorgt hij voor een gemakkelijk leven voor zichzelf. De varkens gaan op twee benen lopen. In de laatste scène van het boek bekijken de dieren de varkens als mensen, en kunnen geen verschil meer zien.

## Betekenis

Vlag van de Republiek der Dieren

Het boek is een allegorie over de gebeurtenissen na de revolutie in de Sovjet-Unie, en in het bijzonder de opkomst van het stalinisme. Veel van de personages in het boek zijn identificeerbaar als historische figuren: Major zou Lenin zijn; Napoleon is dan Jozef Stalin en Snowball is Leon Trotski. Pilkington en Fred zijn dan de niet-communistische machten. Orwell maakt dit in het geval van Napoleon expliciet, die hij in een van zijn brieven direct met Stalin verbindt. Boxer, het ooit loyale trekpaard, beeldt het slecht opgeleide en ongeschoolde proletariaat uit. Boxer en een ezel, Benjamin, worden gemanipuleerd door de overredende argumenten van de varkens, maar ze slagen er niet in om de vruchten van de ‘revolutie’ te oogsten. Volgens sommige literatuurkenners kunnen tussen Boxer en de modelarbeider Aleksei Stachanov vergelijkingen getrokken worden. In het boek komen ook vier varkens voor, die zich tegen het beleid van Napoleon verzetten. Later wordt de boerderij aangevallen door de boeren uit de omgeving, onder leiding van Mr. Jones. Deze zouden nazi-Duitsland, Finland en andere bondgenoten van Duitsland moeten voorstellen.

## Personages

### Varkens
Old Major (Oude Majoor)het oudste varken (12 jaar oud), dat door alle andere dieren op de boerderij gerespecteerd wordt, droomde over de revolutie die zou komen, maar die zelf niet meemaakte. Zijn personage lijkt Lenin te zijn, of meer precies een combinatie van Lenin en Karl Marx.
Napoleonhet varken dat de leider van de Dierlijke Opstand van Animal Farm wordt. Zijn handelingen lijken gebaseerd op de acties van Jozef Stalin. Hij gebruikt zijn militairen (in het boek negen honden) om zijn macht te consolideren door angst te zaaien. In de Franse uitgave werd Napoleon hernoemd naar César.
Squealer (Schreeuwer)een klein, wit varken dat Napoleon dient als een minister van propaganda. Zijn positie vertoont gelijkenis met die van Vjatsjeslav Molotov. Over zijn Nederlandse naam valt te discussiëren. In sommige versies staat hij bekend als Schreeuwer, in andere als Brulbeer en in weer andere als Sultan.
Snowball (Sneeuwbal)het varken dat met Napoleon in een machtsstrijd verwikkeld raakt. Snowball is een hartstochtelijk intellectueel en wint gemakkelijk de loyaliteit van de meeste dieren. Zijn personage is gebaseerd op Leon Trotski, de Russische leider van het Rode Leger die onder Lenins opvolger Stalin in ballingschap zou geraken en in mei 1940 zou worden vermoord.
De biggenwaarschijnlijk de kinderen van Napoleon en de eerste generatie van dieren die geïndoctrineerd worden met zijn visie van dierlijke ongelijkheid.

### Mensen
Mr. Jones (Jansen)de oorspronkelijke eigenaar van de boerderij genaamd Manor Farm, personage verwijst naar de laatste tsaar van Rusland.
Mr. Frederickde eigenaar van de boerderij 'Pronkenburg', een welvarende boerderij in de buurt van de boerderij; gebaseerd op Adolf Hitler.
Mr. Pilkingtonde eigenaar van de boerderij 'de Vossenhoeve', een boerderij waar veel onkruid groeit.
Mr. Whymper (Whimper)de contactpersoon tussen de Animal Farm en de mensenwereld.

### Paarden
Boxer (Bokser)misschien een van de populairdere personages. Boxer is het voorbeeld van de werkende klasse: loyaal en sterk. Zijn belangrijkste gebrek was zijn blind vertrouwen in de leiders en zijn onvermogen om corruptie te onderkennen. Boxer speelde een reusachtige rol in het samenhouden van Animal Farm.
Cloverde beste vriendin van Boxer. Ze is geschokt over de wrede gebeurtenissen die later in het boek passeren, en keurt het beleid van Napoleon ook af, al komt ze hier niet voor uit.
Mollieeen erg ijdel paard, dat graag lintjes draagt en suikerklontjes eet. Ze wordt ook graag verwend door mensen, tot groot ongenoegen van de andere dieren. Uiteindelijk verhuist ze naar een andere boerderij, niet lang na de Rebellie.

### Overige dieren
Benjamineen ezel die cynisch was over de revolutie. Hij kan net zo goed lezen als de varkens en is nooit enthousiast. Als de varkens zich steeds ijdeler en corrupter gaan gedragen, ziet hij dit wel maar zegt hij er niets over.
De Jachthondendegenen die de dieren in bedwang houden. Ook zijn ze de jongen van Jessie en Hyacinth, maar Napoleon haalt hen weg om ze persoonlijk op te voeden. (Pincher zou de vader zijn, dit is echter nooit bevestigd.)
De Schapenrepresenteren het proletariaat. Ze worden door de varkens zo gemanipuleerd dat ze Napoleon steunen. Ze zijn bijna niet in staat om te denken, en steunen Napoleon sowieso. Hen wordt de slogan "vier benen goed, twee benen slecht" aangeleerd, die ze constant roepen. Op het einde van het boek, wanneer de varkens op twee benen beginnen te lopen, wordt de schapen aangeleerd om voortaan te roepen "vier benen goed, twee benen beter"; zo steunen zij zonder dat ze het zelf weten nog steeds Napoleon.
Moses de Raafeen oude vogel die vaak de boerderij bezoekt, meestal om te vertellen over de 'Berg der Suikerklontjes'. Volgens hem gaan alle dieren als ze dood gaan naar deze berg, maar alleen als ze hard hebben gewerkt. Tijdens de rebellie van de dieren wordt hij verbannen, maar later in het boek mag hij terugkomen om de dieren ervan te overtuigen dat ze harder moeten werken. Moses de Raaf staat voor religie en vooral de Orthodoxe Kerk.
De kathet enige dier dat nooit werkt en geen interesse heeft in wat er zich op de boerderij afspeelt. Ze komt altijd overal mee weg omdat ze steeds zo lief spint dat het onmogelijk is om haar niet te geloven. Tijdens de 'zijn ratten kameraden-stemming' stemt de kat eigenlijk voor beide kanten. Uiteindelijk verlaat ze de boerderij omdat ze ieder conflict uit de weg wil gaan.
Bluebell, Jessie, Hyacint en Pitcherde vier eerste honden op de boerderij. Over Pitcher is niet veel bekend. Wel bekend is dat Jessie en Hyacint de moeders zijn van Napoleons waakhonden. Later, tegen het einde van het verhaal, wordt bevestigd dat Jessie, Hyacint en Pitcher alle drie overleden zijn. In een andere Nederlandse versie daarentegen is Jessie in de laatste scène nog altijd in leven. In diezelfde versie staat Pincher bekend als 'Chunner'.
Ratten en konijnende wilde dieren die op de boerderij leven. Sneeuwbal onderneemt een poging om hen te temmen, maar die mislukt vrijwel meteen. De ratten en de konijnen vertegenwoordigen het 'schaduwvolk' in Rusland zoals dieven en zigeuners.
Murjeleen wijze oude geit die bevriend is met ieder dier op de boerderij. Ook is ze een van de weinige dieren op de boerderij die kan lezen.
De hennenzijn de eerste om te rebelleren tegen Napoleon, namelijk wanneer hun eieren worden weggenomen door de varkens.
De koeienhun melk is ook gestolen door de varkens.

## Nederlandse vertaling
De eerste Nederlandse vertaling, van Anthony Ross, verscheen in 1947 bij Uitgeverij Phoenix onder de titel De boerderij der dieren, een sprookje voor grote mensen. In 1956 verscheen een herziene vertaling, ook van Ross, bij de Arbeiderspers. De tweede druk hiervan kwam pas in 1969 uit, maar daarna volgden de drukken elkaar snel op. In 1996 verscheen de zeventiende druk onder de titel Dierenboerderij: een sprookje voor volwassenen. De twintigste druk uit 2007 kreeg de titel Animal Farm: roman. Opmerkelijk is dat bij de eerste drukken weliswaar werd aangegeven dat het boek een persiflage op het dictatorschap bevatte, maar ook dat het bedoeld was als ontspanning voor kinderen van 13 jaar en ouder.

## Verfilmingen
Animal Farm is tweemaal verfilmd:
- In 1954 als animatiefilm, onder regie van John Halas en Joy Batchelor.
- In 1999 als speelfilm, onder regie van John Stephenson.